# Свободная земля (организация)
Свободная земля (кат. Terra Lliure, «свободная земля», сокращенно TLL) — испанская военная леворадикальная организация каталонского народа, существовавшая в 1978—1995 гг. Продолжила вооружённую борьбу за создание независимого государства после падения франкистского режима.
Общеизвестной она стала после 23 июня 1981 года, когда на стадионе Камп Ноу организовала кампанию вывешивания баннеров с лозунгом «Мы — отдельная нация» (кат. Som una Nació). Испанским правительством, службой безопасности и каталонской ассоциацией жертв террористических организаций (кат. Associació Catalana de Víctimes d’Organitzacions Terroristes) деятельность этой организации признана террористической. Принципы деятельности организации изложены в декларации «Кредо Терра Лиура» (кат. Crida de Terra Lliure): они включают в себя защиту территории каталанских стран, языка, национального суверенитета, интересов каталонских рабочих и противодействие испанизации каталонского общества. Лозунгами организации стали: «Независимость или смерть!», «Да здравствует вооруженная борьба», «Единая нация — каталанские страны» (кат. Independencia o mort! Visca la lluita armada! Una sola nació, Països Catalans!).
Один из лидеров Терра Лиура Пера Баскомпта (кат. Pere Bascompte) перешёл в другую политическую партию — Левые республиканцы Каталонии. Его идеи, изложенные в июне 1991 года в документе, озаглавленном «Демократический выбор в пользу независимости во время объединения Европы» (кат. Davant el procés d’unitat europea, l’opció democràtica cap a la independència), были впоследствии широко освещены партией Левые республиканцы Каталонии, что спровоцировало скандал внутри самих левых — её лидеров обвинили в том, что они стали «голосом» террористической организации Терра Лиура.
Терра Лиура самораспустилась 11 сентября 1995 года, на следующий день после того как премьер-министр Испании Фелипе Гонсалес предоставил амнистию тем членам организации, которые не принимали участия в террористических актах.